# 井口任子
井口 任子（いのぐち/いのくち たかこ、1942年2月4日 - ）は、日本の陸上競技（短距離走）選手。1964年東京オリンピックで女子400メートルリレー走に出場した。
結婚後の姓は松尾 任子。娘の松尾知美もバドミントンで2度のオリンピックに出場している。

## 経歴
熊本県出身。熊本市立高等学校（現在の熊本市立必由館高等学校）卒業後、リッカーミシンに所属。
1962年アジア競技大会（ジャカルタ）では女子100m走で銅メダル、400mリレー（山崎晴子・井口任子・島田紀代子・依田郁子）で銀メダル。
1964年東京オリンピックでは、女子400メートルリレー走（井口任子・江副令子・宮本悦子・依田郁子）に出場してアンカーを務めたが、予選通過はならなかった。